# Матильда Бранденбургская
Матильда Бранденбургская (пол. Matylda Brandenburska, нем. Matilda von Brandenburg; ок. 1270 — не позднее 1 января 1298, Ленинское аббатство) — принцесса из династии Аскании; в браке — княгиня Вроцлава и великая княгиня Польши.
Дочь Отто V, маркграфа Бранденбурга. Была дальним потомком великих князей киевских.

## Биография
Была второй дочерью Отто V, маркграфа Бранденбурга и его жены Юдит Генеберг-Кобург, дочери Германа I (граф Генеберга).
Герман имел шесть детей: трех братьев и трех сестер. Двое братьев Матильды Альберт и Отто, умерли молодыми; а еще один брат Герман, унаследовал все родительские владения.
В 1284 году старшая сестра Матильды Беатрис Бранденбургская вышла замуж за Болка I (князь Свидницы). Другие две сестры — Кунигунда, умерла замужней, а Юдит в 1303 году вышла замуж за Рудольфа I (герцог Саксем-Витемберга).
К 1288 году Матильда вышла замуж за Генриха IV (князь Вроцлава и великий князь польский) и стала его второй женой. Предыдущий брак Генриха IV с дочерью князя Опольского Владислава, закончился разводом, изгнанием на родину и её смертью. Согласно другим источникам, истинной причиной развода было то, что Генрих IV имел роман с Матильдой и хотел жениться на ней.
Поскольку пара была родственниками, им требовалось согласие Папы Римского, которое было издано вскоре после свадьбы. Детей у них не было.
23 июня 1290 года Генрих IV неожиданно умер, видимо был отравлен. Вскоре Матильда вернулась в Бранденбург, где умерла 1 июня 1298 года и была похоронена в Цистерцианском монастыре в Клостер-Ленине.